# 紅花嶺郊野公園
紅花嶺郊野公園（英語：Robin's Nest Country Park），是香港於2024年3月1日成立的一個郊野公園，位於新界北區紅花嶺一帶，毗鄰沙頭角和廟徑，面積約530公頃，是香港第25個郊野公園。

## 生態
漁護署生態研究發現，紅花嶺的動植物種類高達650多種，哺乳類動物、蝴蝶及蜻蜓，均錄得該物種在香港總數逾四成，包括全球只有200隻的大草鶯，極為罕有。

## 歷史
自香港回歸後，一直有縮減和開發邊境禁區範圍的建議。開發紅花嶺郊野公園的概念最早於2008年有關禁區發展的議題上有提及，目的是藉此將八仙嶺郊野公園和深圳市梧桐山國家森林公園貫通為一個廣闊的綠化帶，加強香港東北部和深圳中部兩地的生物聯繫。
可是，由於紅花嶺郊野公園的劃分範圍，涉及很多民居（當中更有不少新界原居民的村莊），例如蓮麻坑及新桂田等，加上涉及港深通關問題，因此在成立紅花嶺郊野公園的時候，需要足夠時間諮詢持份者。
2022年11月，香港政府宣佈：「在2024年把紅花嶺約500公頃土地指定為香港第25個郊野公園，與深圳梧桐山風景區互相呼應，打造貫穿深港兩地的生態走廊」。
2023年11月24日，政府就紅花嶺郊野公園指定令刊憲。涵蓋紅花嶺郊野公園已予批准地圖的指定令將於2023年11月29日提交立法會進行先訂立後審議的程序，2024年3月1日生效。根據漁護署提交予北區區議會的文件指出，紅花嶺郊野公園會提供基本康樂設施，包括遠足徑、觀景點、野餐地點等，但不贊成設立燒烤場和營地。
2024年11月2日，漁農自然護理署舉行紅花嶺郊野公園啟用禮，並由環境及生態局局長謝展寰、北部都會區統籌辦事處主任丘卓恒、漁護署署長黎堅明、深圳市人民政府副秘書長產耀東、深圳市城市管理和綜合執法局二級巡視員楊立群，以及深圳市規劃和自然資源局副局長高爾劍主持啟用禮。

## 延展阅读
- 紅花嶺變郊野公園 缸瓦甫建低密住宅 - 香港文匯報 （页面存档备份，存于）
- 邊境禁區釋放2400公頃土地規劃草圖周五交城規會 - 香港電台[]
- 村民反對紅花嶺劃公園 - 香港文匯報 （页面存档备份，存于）